# Umm Kasr
Umm Kasr (arabsky أم قصر‎) je přístavní město v Iráku. Nachází se na samém jihu země a je jedním z mála iráckých přístavů. Vznikl na kanálu Chaúr az-Zubajr, rameni řeky Šatt al-Arab, které bylo upraveno do podoby kanálu, umožňujícího plavbu námořních lodí. Malým ostrovem je odděleno od nedalekého Kuvajtu.

## Historie

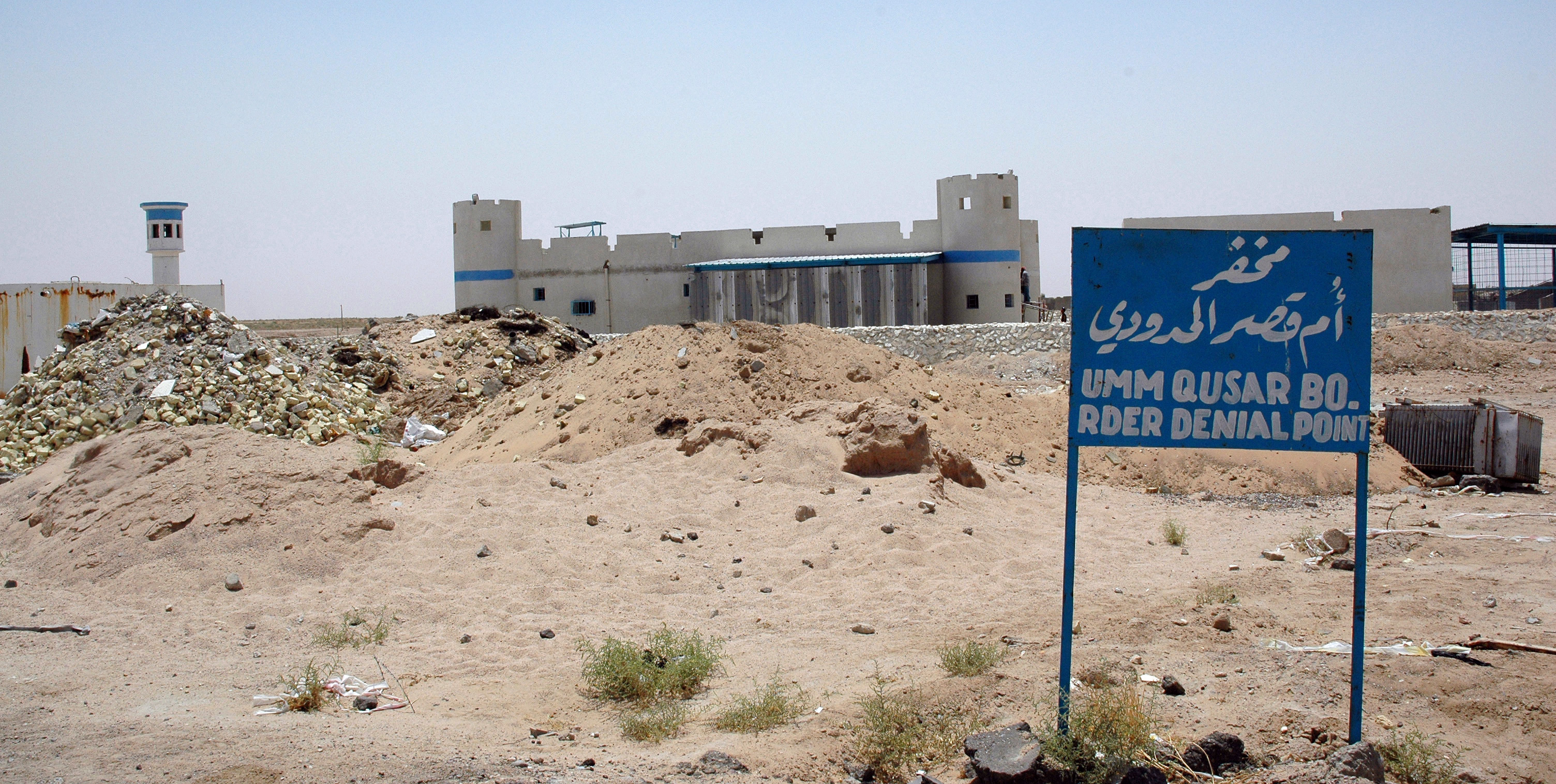
Fortifikační objekt na hranici s Kuvajtem.

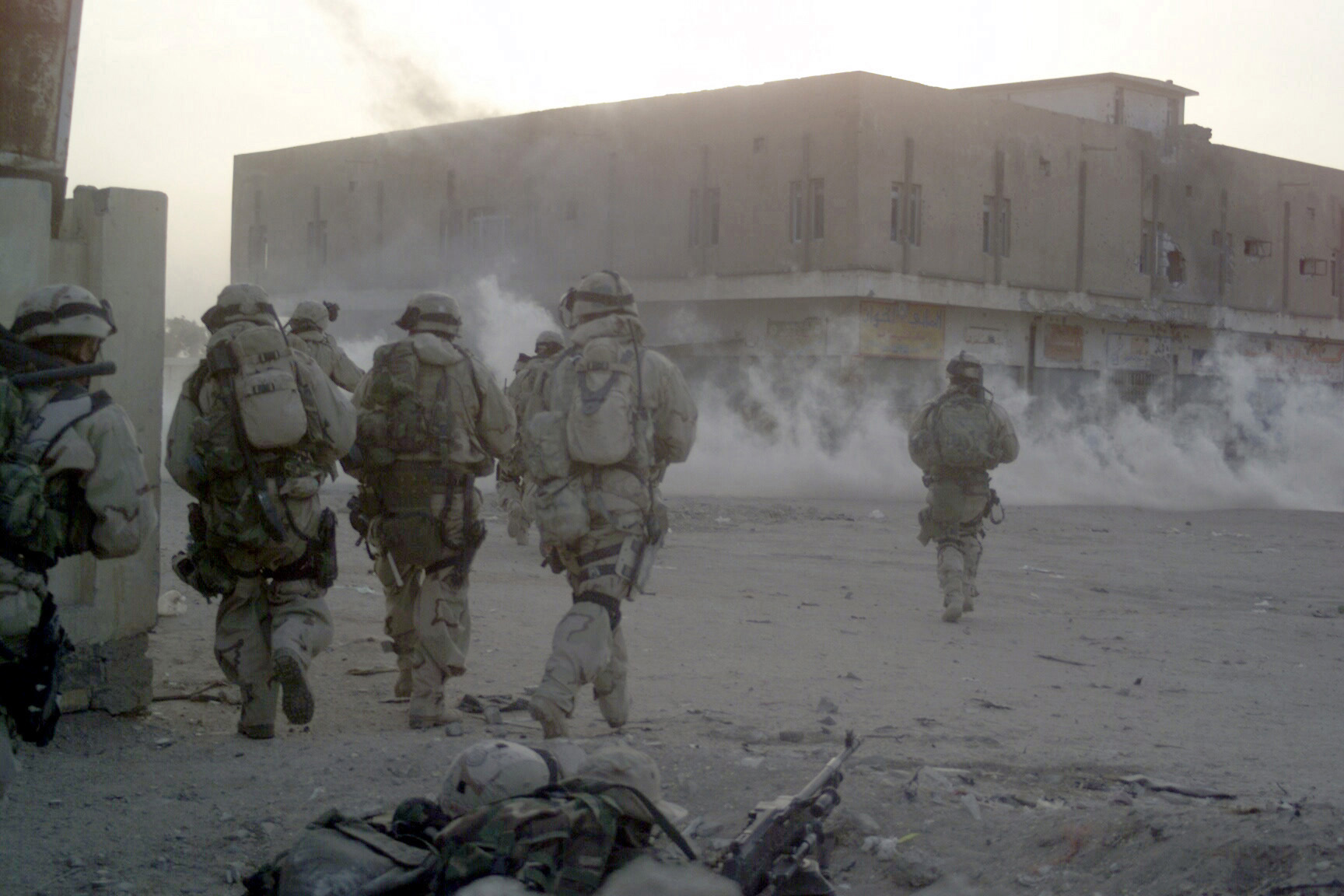
Boje o město v roce 2003.

Na místě současného přístavního města se nacházela malá rybářská osada. Občas zde díky strategické pozici byla přítomna i vojenská posádka. Podle některých teorií je místem, kde se v Mezopotámii vylodil v roce 325 př. n. l. Alexandr Veliký. Během druhé světové války zde spojenci vybudovali dočasný přístav, který používali pro zásobování Iráku a poskytování vojenské pomoci Sovětskému svazu. Přístav byl po válce opuštěn, tehdejší irácký panovník, král Faisál, nicméně pomýšlel nad výstavbou přístavu v 50. letech 20. století.
V roce 1958, kdy proběhla irácká revoluce, zde vznikla námořní základna. Roku 1961 irácký vůdce rozhodl o výstavbě dlouho zvažvoaného přístavu. Tím by odpadla nezbytnost lodí plout řekou Šatt al-Arab, která jako hraniční řeka s Íránem by v případě konfliktu mohla být vystavena riziku. Výstavbu přístavu uskutečnilo několik zahraničních firem, a to ze západního Německa, Švédska a Libanonu. Postavena byla také železniční spojka do Basry a zmodernizována železniční trať do Bagdádu. Přístav byl otevřen v roce 1967. V 70. letech se rozvíjel, zaměstnavatelem se staly místní státní firmy, pro které pracovali téměř všichni místní. Značná část překládání nákladu se tak přesunula z Basry právě sem.
Město vzniklo s pravoúhlou uliční sítí, kdy jednotlivé zóny oddělují významnější komunikace. Železniční spojení, které sem bylo zavedeno, směřuje výhradně do místního přístavu, nikoliv do samotného středu města. Jednotlivé budovy jsou většinou nízké, nenacházejí se zde vyšší objekty. Postaven byl nemalý počet staveb pro potřeby logistiky a překládání zboží.
V 80. letech 20. století vzrostl význam přístavu pro iráckou ekonomiku vzhledem k Irácko-íránské válce a bojům především na březích řeky Šatt al-Arab. Přestože íránské vojsko obsadilo roku 1986 poloostrov Fao, přístav irácká armáda udržela.
Spor o pozemní a námořní hranici v blízkosti přístavu vyústil do Války v Zálivu v roce 1990. Jak Irák tak Kuvajt si činily nároky na oblast, která je nezbytná pro přístup k přístavu, stejně tak jako na nedaleké ostrovy Bubiján a Varbá. Během konfliktu byl přístav bombardován a okolí obsadil Kuvajt. Konaly se zde četné demonstrace proti Saddámu Husajnovi.
Mezinárodní sankce na nějakou dobu přerušily činnost přístavu, opět město nicméně ožilo v roce 1997, kdy byl dán znovu do provozu.
Vzhledem ke své poloze na samotné hranici byl přístav jedním z prvních cílů během války v Iráku v roce 2003. Útok na přístav uskutečnily jednotky British Royal Marines, US Marines a polské jednotky GROM. Irácká armáda zde však útok pravděpodobně očekávala a proto kladla tuhý odpor. Boje trvaly několik dní, než se koaličním silám podařilo město obsadit. Po oddminování a ohledání byl přístav znovu dán do provozu, především pro zajištění dodávek humanitární pomoci civilistům. Poblíž města se nacházel americký zajatecký tábor Camp Bucca. Po válce se zde objevily komplikace např. se zásobováním vodou.
V roce 2010 byl místní přístav administrativně rozdělen na dvě části (severní a jižní).
V druhé a třetí dekádě 21. století získal přístav význam především díky projektu Nová Hedvábná stezka, iniciovaného Čínskou lidovou republikou.
V 3. dekádě 21. století se rozšířila diskuze, zdali nebude město předáno sousednímu Kuvajtu, které irácké vláda vyvrátila.

## Doprava
Kromě zmíněné železnice sem vede i hlavní irácká dálnice M1. Nedaleko města se nachází rovněž i letiště (kód ICAO: ORUQ). Basra je vzdálena po železnici 52 km.
Město má hlavní nákladní námořní přístav v Iráku. Přístavy jsou zde fakticky dva, a to severní a jižní přístav. Severní zasahuje umělým korytem do pevniny, jižní je při původním korytu ramena řeky Šatt al-Arab.

## Školství
V roce 2003 (před vypuknutím války) mělo město 13 základních škol, pět pro obě pohlaví, čtyři pro dívky a čtyři pro chlapce. Po válce zde nicméně byl nedostatek škol, předšvším středních, vysoká škola zde není. Studenti cestují do nedaleké Basry.